# Жмурко, Иван Матвеевич
Иван Матвеевич Жмурко (1914—1955) — Гвардии майор Советской Армии, участник Великой Отечественной войны, Герой Советского Союза (1946).

## Биография
Иван Жмурко родился 16 (по новому стилю — 29) августа 1914 года в селе Степашки (ныне — Гайсинский район Винницкой области Украины). После окончания сельской школы работал счетоводом. Участник строительства ДнепроГЭСа. В 1935 году Жмурко был призван на службу в Рабоче-крестьянскую Красную Армию. В 1938 году он окончил Харьковское пехотное училище, в 1939 году — Харьковское военное авиационное училище штурманов. Участвовал в советско-финской войне. С начала Великой Отечественной войны — на её фронтах. Принимал участие в боях на Западном, Калининском, Сталинградском, Донском, Северо-Кавказском, 3-м Белорусском, 1-м и 2-м Прибалтийских фронтах. Участвовал в боях в Белорусской ССР в 1941 году, её освобождении в 1944 году.
К апрелю 1945 года гвардии капитан Иван Жмурко был штурманом эскадрильи 35-го гвардейского бомбардировочного авиаполка 5-й гвардейской бомбардировочной авиадивизии 5-го гвардейского бомбардировочного авиакорпуса 15-й воздушной армии Ленинградского фронта. К тому времени он совершил 206 боевых вылетов на бомбардировку скоплений боевой техники и живой силы противника, его объектов.
Указом Президиума Верховного Совета СССР от 15 мая 1946 года за «образцовое выполнение боевых заданий командования на фронте борьбы с немецкими захватчиками и проявленные при этом мужество и героизм» гвардии капитан Иван Жмурко был удостоен высокого звания Героя Советского Союза с вручением ордена Ленина и медали «Золотая Звезда» за номером 7519.
После окончания войны Жмурко продолжил службу в Советской Армии. В 1949 году он окончил Краснодарскую высшую офицерскую школу штурманов. 4 августа 1955 года майор Жмурко трагически погиб при исполнении служебных обязанностей.
Был также награждён орденами Красного Знамени и Отечественной войны 1-й степени, двумя орденами Красной Звезды, рядом медалей.

## Память
Бюсты Жмурко установлены в Степашках и Виннице.